# Arbeitsgemeinschaft Deutscher Waldbesitzerverbände
Die Arbeitsgemeinschaft Deutscher Waldbesitzerverbände, AGDW – Die Waldeigentümer e. V. (kurz: AGDW – Die Waldeigentümer) ist der Dachverband der 13 deutschen Waldbesitzerverbände, der die Interessen der rund 2 Millionen privaten Waldeigentümerinnen und Waldeigentümer sowie des Körperschaftswaldes in Deutschland gegenüber dem Bundestag und dem Bundesrat, den Ministerien, der Wirtschaft, der Wissenschaft und in den Gremien anderer Verbände vertritt. Die Interessenvertretung findet überwiegend auf nationaler, aber auch auf europäischer und internationaler Ebene statt. Sitz des Vereins ist Berlin, wo sich auch die Geschäftsstelle befindet.
Der Verband ist Mitglied im privaten Deutschen Forstwirtschaftsrat (DFWR) und mit zwei Mitgliedern in dessen Präsidium vertreten (Stand: März 2025). Außerdem ist er Mitglied im Deutschen Bauernverband, Aktionsbündnis Forum Natur, Bundesverband Bioenergie und der Schutzgemeinschaft Deutscher Wald.

## Waldbesitz in Deutschland
Von den 11,5 Millionen Hektar Wald in Deutschland sind 48 Prozent Privatwald sowie Körperschaftswald. Insgesamt wird damit eine Fläche von 5,5 Millionen Hektar Wald von der AGDW vertreten. Der Privatwald in Deutschland ist überwiegend klein strukturiert und zersplittert. Rund die Hälfte der Privatwaldfläche teilen sich Betriebe mit weniger als 20 Hektar. Nur 14 Prozent des Privatwaldes gehören zu Betrieben mit einer Größe über 1.000 Hektar. Die durchschnittliche Eigentumsfläche liegt bei unter 3 Hektar.

## Geschichte
Der Vorgänger des heutigen Dachverbandes Arbeitsgemeinschaft Deutscher Waldbesitzerverbände wurde am 6. April 1948 in Stuttgart gegründet. Seitdem setzt sich der Verband für die Interessen der heute rund zwei Millionen privaten Waldeigentümerinnen und Waldeigentümer in Deutschland sowie des Körperschaftswaldes ein.
Seit dem Jahr 1946 bildeten sich in den damals entstandenen deutschen Bundesländern der drei westlichen Besatzungszonen wieder freie Waldbesitzerverbände des Privat- und Körperschaftswaldes (Nichtstaatswald). In den neuen Ländern – in Ostdeutschland – setzte sich dieser Prozess nach der Wiedervereinigung fort. Die Gründung der damaligen Arbeitsgemeinschaft ging auf die Initiative der hessischen und westfälischen Waldbesitzenden zurück, die kurz nach Kriegsende die Notwendigkeit einer organisierten Zusammenarbeit erkannt haben.

## Profil und Aufgaben
Die Arbeitsgemeinschaft verfolgt laut Satzung den Zweck, „die berufsständischen, rechtlichen und politischen Interessen der Waldeigentümer und Waldbesitzer zu vertreten und die Unantastbarkeit des Waldeigentums, die Freiheit seiner Bewirtschaftung und das Recht auf Selbstverwaltung zu wahren“. Die Arbeitsgemeinschaft ist die alleinige gemeinsame Interessenvertretung des Privat- und Körperschaftswaldes auf Bundesebene.
Die wichtigsten Aufgabenfelder der Arbeitsgemeinschaft Deutscher Waldbesitzerverbände, AGDW – Die Waldeigentümer, sind:
- Vertretung der Interessen im Rahmen von Gesetzgebung und politischen Entscheidungsprozessen
- Anregung zur Förderung der Forstwirtschaft durch Bund und Länder („Hilfe zur Selbsthilfe“)
- Unterstützung und Förderung des heimischen Rohstoffes Holz und des Holzabsatzes
- Aus- und Fortbildung sowie Beratung und Information der Mitglieder
- Presse- und Öffentlichkeitsarbeit

## Ziele
Die politische Interessenvertretung der Arbeitsgemeinschaft Deutscher Waldbesitzerverbände, AGDW – Die Waldeigentümer, orientiert sich an den drei Säulen der Nachhaltigkeit:
- Ökonomie
- Ökologie
- Soziales

Der Wald muss verantwortungsvoll, also nachhaltig, genutzt werden. Nachhaltig bedeutet, dass aus dem Wald nur so viel Holz entnommen wird, wie nachwächst. Nur so lässt sich verhindern, dass die nächste Generation in ihrem wirtschaftlichen Handlungsrahmen eingeschränkt wird. Das Konzept der Nachhaltigkeit – vor 300 Jahren als generationenübergreifendes Erfolgsmodell in der deutschen Forstwirtschaft geboren – ist die Wiege der Green Economy und gilt heute als weltweites Vorbild.

### Hauptziele der AGDW
- Erhaltung der Nutz-, Schutz-, und Erholungsfunktion der Wälder
- Sicherung der vielfältigen Waldeigentümerstruktur in Deutschland
- Schaffung günstiger Rahmenbedingungen für eine nachhaltige Bewirtschaftung der Wälder
- Schaffung einer optimalen Wertschöpfungskette für die nachhaltige Holznutzung
- Honorierung der Klimaschutzleistungen von Wäldern und weiteren Ökosystemleistungen

## Organisationsstruktur
Die Arbeitsgemeinschaft Deutscher Waldbesitzerverbände hat 13 Mitglieder: die Waldbesitzerverbände in allen Flächen-Bundesländern. Gemäß § 4 der Satzung der AGDW können Mitglieder nur mindestens aus landesebene organisierte Waldbesitzerverbände im Bundesgebiet sein. Die Mitgliedschaft einzelner Waldbesitzer ist ausgeschlossen. Innerhalb der Arbeitsgemeinschaft Deutscher Waldbesitzerverbände gibt es zwei Untergliederungen: die Betriebsleiterkonferenz (BLK) als Vertretung der Erwerbsforstbetriebe in Deutschland sowie der Initiativkreis Forstwirtschaftlicher Zusammenschlüsse (IK).

### Liste der 13 Mitgliedsverbände auf Landesebene
Die 13 Mitgliedsverbände der Arbeitsgemeinschaft Deutscher Waldbesitzerverbände sind die Landeswaldbesitzerverbände:
- Bayerischer Waldbesitzerverband
- Forstkammer Baden-Württemberg
- Hessischer Waldbesitzerverband
- Saarländischer Waldbesitzerverband
- Sächsischer Waldbesitzerverband
- Schleswig-Holsteinischer Waldbesitzerverband
- Waldbauernverband Nordrhein-Westfalen
- Waldbesitzerverband Brandenburg
- Waldbesitzerverband für Mecklenburg-Vorpommern
- Waldbesitzerverband für Rheinland-Pfalz
- Waldbesitzerverband für Thüringen
- Waldbesitzerverband Niedersachsen
- Waldbesitzerverband Sachsen-Anhalt

### Präsidenten der Arbeitsgemeinschaft
Das Präsidium der AGDW besteht aus dem Präsidenten, zwei Vizepräsidenten und bis zu drei weiteren Präsidiumsmitgliedern sowie der Geschäftsführung.
Liste der Präsidenten der AGDW – Die Waldeigentümer seit 1948:
- 1948–1968: Friedrich Carl Graf von Westphalen
- 1968–1988: Philipp Freiherr von Boeselager
- 1988–1992: Franz Ludwig Schenk Graf von Stauffenberg
- 1992–2000: Reinhard Freiherr von Schorlemer
- 2000–2010: Michael Prinz zu Salm-Salm
- 2010–2019: Philipp Franz Freiherr von und zu Guttenberg
- 2019–2021: Hans-Georg von der Marwitz[8]
- seit 2022: Andreas W. Bitter[9]